# Fernando Lugo
Fernando Armindo Lugo de Méndez S.V.D. (San Pedro del Paraná, 30 de maio de 1951) é um ex-bispo católico e político paraguaio, foi presidente do Paraguai de 2008 até 2012.

## Biografia
Fernando Lugo nasceu em uma família humilde de San Solano, no distrito de San Pedro del Paraná, departamento de Itapúa, a 400 quilômetros ao sul de Assunção. Filho de Guillermo Lugo e Maximina Mendez Fleitas, parte de sua família foi vítima de perseguição política durante a ditadura de Alfredo Stroessner (1954-1989).
Em 1 de março de 1970 ingressou no noviciado dos Missionários do Verbo Divino. Paralelamente, realizou seus estudos superiores na Universidad Católica Nuestra Señora de la Asunción, na capital do país, onde se licenciou em Ciência da Religião.
Foi ordenado sacerdote católico em 15 de agosto de 1977 e posteriormente transferiu-se para o Equador a fim de trabalhar como missionário na diocese de Bolívar, com o monsenhor Leonidas Proaño (1910-1988), um dos expoentes da Teologia da Libertação.
Em 1983 foi para Roma onde realizou estudos de Espiritualidade e Sociologia na  Pontifícia Universidade Gregoriana.
Em 17 de abril de 1994, de regresso ao Paraguai, foi nomeado bispo da diocese de San Pedro, uma das regiões mais pobres do país, pelo papa João Paulo II, em 1994. Adepto da Teologia da Libertação, Lugo é próximo do brasileiro Frei Betto e admirador de Leonardo Boff e de dom Hélder Câmara.
Foi membro da Conferência Episcopal Paraguaia e da equipe de Reflexão Teológica do Conselho Episcopal Latino-Americano.
Em 2004, sem divulgar as razões, a Igreja Católica o aposentou do cargo - hoje seu título é o de "bispo emérito". Muitos no Paraguai acreditam que isso se deva à sua militância política.
Alheio às críticas ou às possíveis sanções da Igreja, em março de 2006, Lugo liderou o movimento Resistência Cidadã, que reunia os principais partidos políticos da oposição, cinco centrais sindicais e mais de cem associações e movimentos civis. No mesmo mês, foi o principal orador de uma manifestação de protesto contra o governo, convocada pela Resistência Cidadã, que reuniu mais de 30 mil pessoas em frente à sede do Congresso.
Participou também em 2006, do lançamento do Movimiento Paraguai Possível (MPP), que impulsionou sua candidatura ao pleito de 2008. O coordenador do MPP é seu irmão Pompeyo Lugo, um dissidente do Partido Colorado, partido que governou o Paraguai nos últimos 61 anos. Desde março de 2006, quando liderou uma passeata de 40 mil pessoas contra o projeto de reeleição do presidente Nicanor Duarte e manutenção dos colorados no poder, Fernando Lugo tornou-se  uma estrela da oposição.
Em dezembro do mesmo ano, anunciou que "abandonaria a batina" para se dedicar à política e concorrer à presidência do país em 2008 - a lei paraguaia exige a desvinculação. Em seguida, apresentou seu pedido de renúncia à vida religiosa. Em resposta, a Santa Sé  enviou-lhe uma carta na qual sugeria que ele "refletisse melhor" e abandonasse a pretensão de entrar na política. Por ter efetivado sua renúncia sem esperar a resposta do Vaticano e por manter sua atividade política, recebeu uma suspensão a divinis, do Papa Bento XVI, ou seja, deixa de exercer as funções eclesiais embora ainda seja um bispo.
"Ele não esperou a resposta do Vaticano. Então está oficialmente em rebeldia. Pode até ser excomungado. Ele ainda é bispo", disse na ocasião o presidente da Conferência Episcopal Paraguaia (CEP), monsenhor Ignacio Gogorza.
Em abril de 2009, Fernando Lugo reconheceu a paternidade de Guillermo Armindo Carrillo, após processo movido pela mãe do menino, Viviana Rosalith Carrillo.

## Campanha presidencial

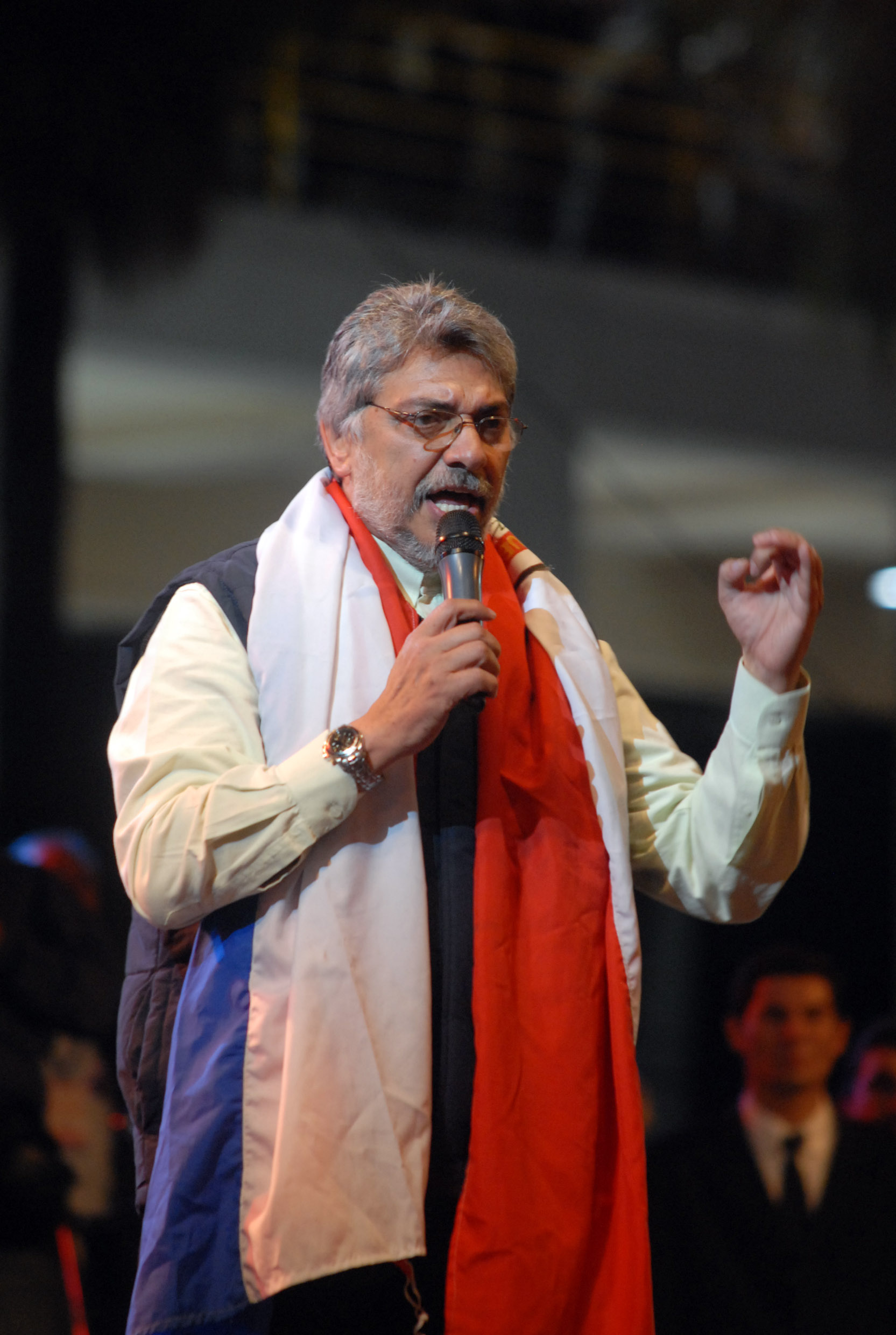
Fernando Lugo discursa em sua campanha presidencial

Em 23 de fevereiro de 2007, o Ministério do Interior paraguaio ofereceu a Lugo proteção em decorrência de ameaças de morte que havia recebido por suas atividades políticas. Segundo sondagem realizada naquele mês, Lugo era um dos favoritos para as eleições presidenciais de abril de 2008.
Em 30 de outubro o jornal paraguaio ABC Color indicou que Lugo não teria futuro como candidato do Partido Democrata Cristão do Paraguai.
Embora, em 16 de novembro, o presidente da Associação Nacional Republicana (Partido Colorado), Nicanor Duarte Frutos, negasse que o seu partido estivesse bloqueando a candidatura de Lugo, havia um debate sobre a sua legalidade, pois o artigo 235 da Constituição paraguaia proíbe ministros de  qualquer denominação religiosa de ocupar cargos eletivos, e o Papa Bento XVI havia recusado o pedido de demissão do sacerdócio de Lugo.
Ao mesmo tempo, pesquisas apontavam o favoritismo do bispo para as eleições presidenciais, em relação a seus oponentes —- Blanca Ovelar, do Partido Colorado, e o general Lino Oviedo.
Durante a sua campanha, o candidato ganhou o nome guarani de Tekojoja (que significa "viver entre iguais") e prometeu que seu governo evitará se posicionar em um dos pólos de esquerda sul-americana. Apesar de ter afirmado que considera "interessante" o governo do venezuelano Hugo Chávez, Lugo distanciou-se dos líderes populistas da América do Sul, concentrando-se principalmente na questão da desigualdade social no Paraguai. Disse que fará uma reforma agrária, respeitando a Constituição, e que pretende renegociar a maneira como o Paraguai vende a energia elétrica da usina binacional de Itaipu ao Brasil, no sentido de obter "um preço de mercado justo". 
Pelo Tratado de Itaipu, firmado por Brasil e Paraguai em 1973, a energia gerada pela usina deve ser dividida igualmente entre os dois sócios. Mas o Paraguai utiliza apenas cerca de 5% dessa energia, quantia suficiente para suprir 95% de sua demanda. O excedente é vendido - a preço de custo - ao Brasil, onde 20% da energia elétrica consumida vem de Itaipu.
Além da  reforma agrária, Fernando Lugo prometeu  empenhar-se na luta contra a corrupção e favorecer o nacionalismo, no plano econômico. Conhecido como o "bispo dos pobres", Lugo era visto por muitos como a ameaça mais séria ao domínio do Partido Colorado. Mais da metade dos seis milhões de paraguaios vive em situação de pobreza.

## Eleições presidenciais de 2008 no Paraguai

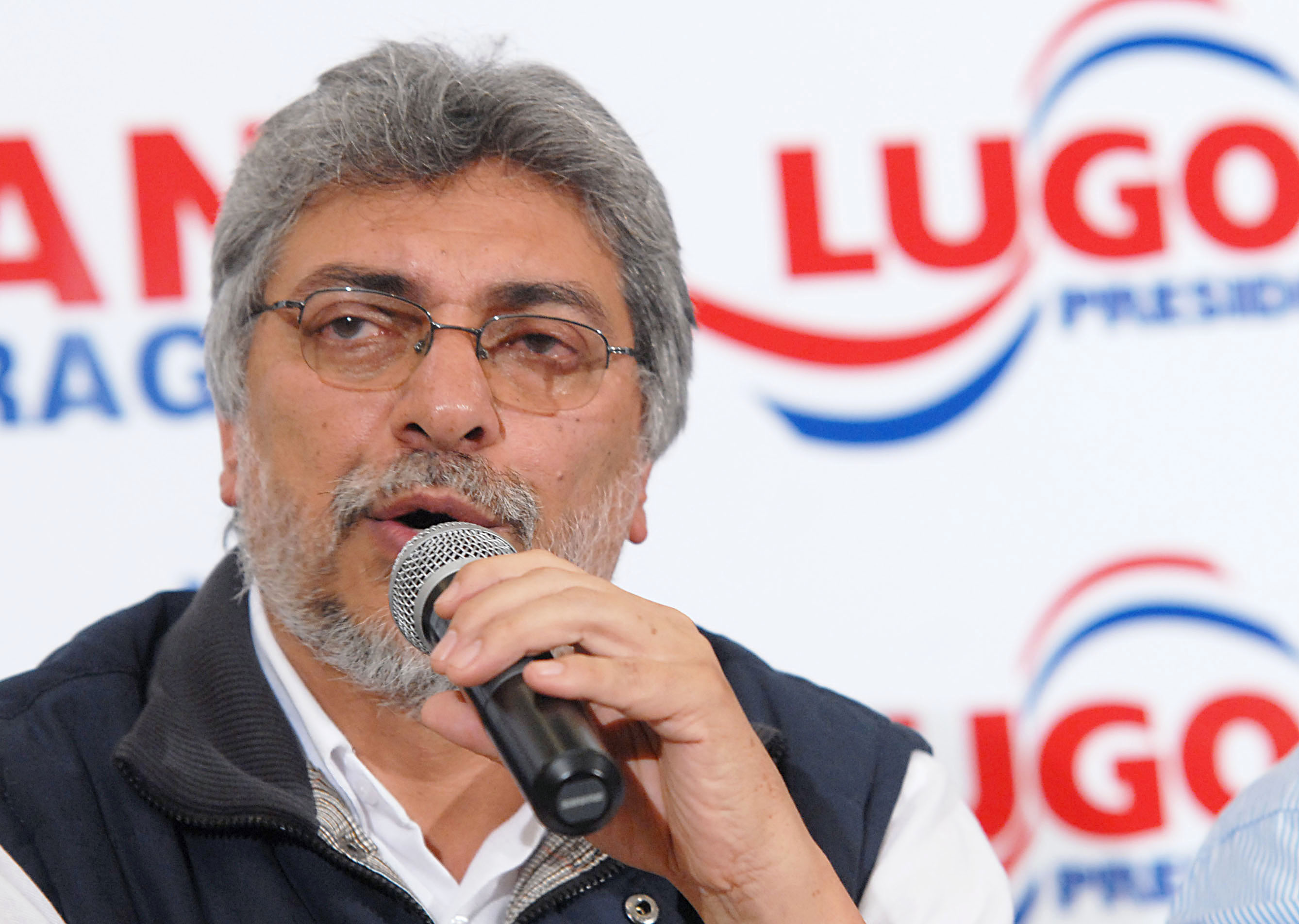
Lugo dá entrevista coletiva em Assunção, após o resultado das eleições.

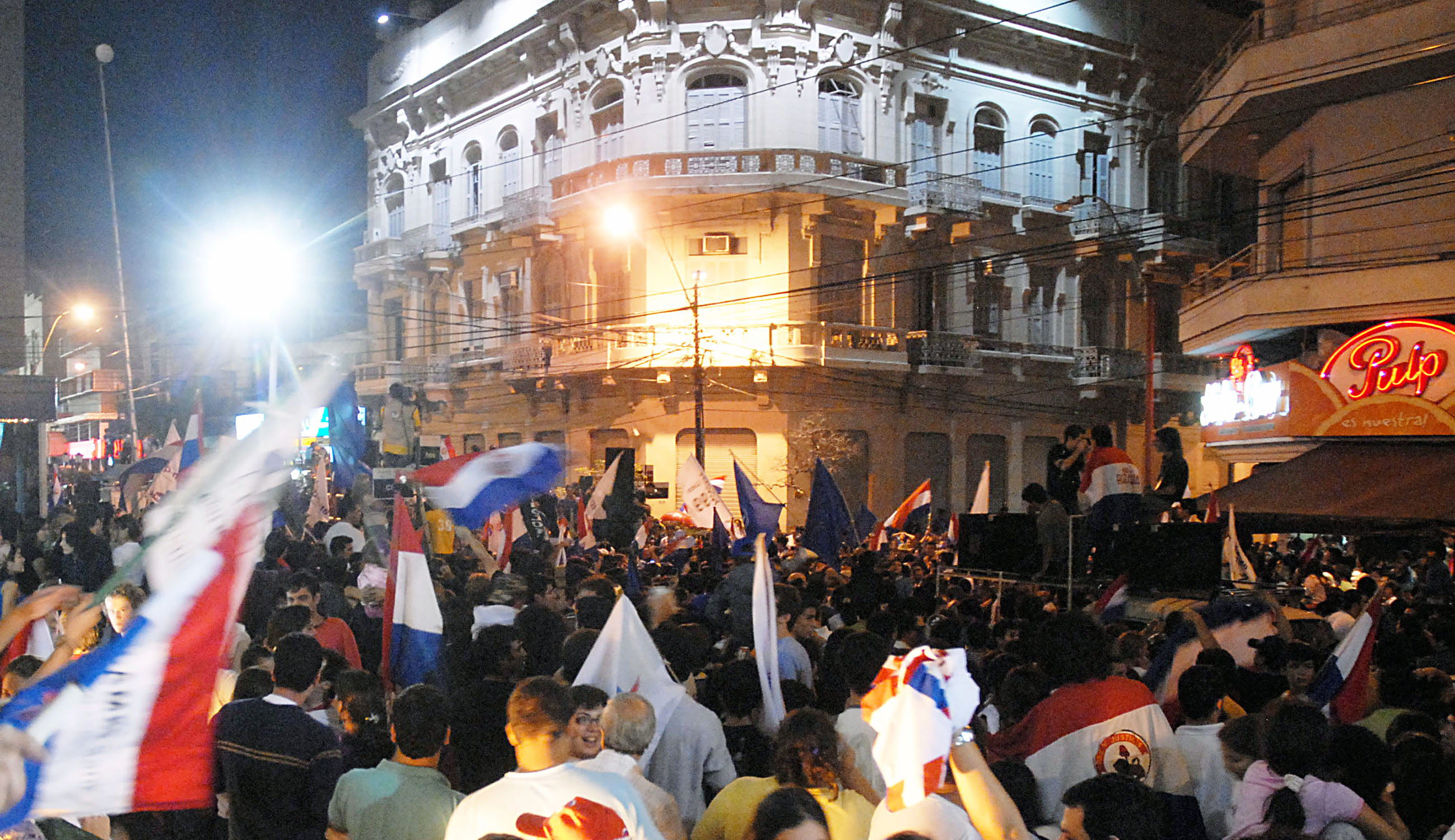
Em Assunção, paraguaios festejam o resultado das eleições.

Em 20 de abril, logo após o encerramento da votação, a esquerda paraguaia festejou a vitória do bispo Fernando Lugo, líder da Alianza Patriótica para el Cambio (APC), dada como certa, segundo as pesquisas de boca de urna.
Às 21h40 (22h40 de Brasília), com mais de 90% dos votos apurados, o TSJE (Tribunal Superior de Justiça Eleitoral) anunciou oficialmente a vitória de Lugo, com 40,83% dos votos. Blanca Ovelar ficou em segundo lugar, com 30,72%. Dezenas de milhares de pessoas, a maioria jovens, tomaram o centro de Assunção depois do anúncio, um sinal da esperança com que recebem a mudança.
O presidente da Conferência Episcopal Paraguaia (CEP), monsenhor Ignacio Gogorza, declarou que o Papa "vai encontrar uma solução" para o caso do bispo, que sofreu sanção do Vaticano por dedicar-se à política e a quem Roma deve outorgar agora uma dispensa.
Em 24 de abril, Fernando Lugo e o núncio apostólico no Paraguai, Orlando Antonini, se reuniram  para buscar uma saída à inédita situação enfrentada pela Igreja Católica de ter um bispo rebelde como presidente eleito de um país. Mesmo sem exercer seu ministério, Dom Lugo continuava sendo bispo, num país onde a Constituição proíbe que todo ministro, de qualquer religião, exerça a presidência.
A 30 de julho de 2008, o Núncio Apostólico em Assunção, D. Orlando Antonini entregou ao presidente eleito a aceitação, por parte do Papa Bento XVI, da renúncia de Fernando Lugo ao estado eclesial. Primeiro bispo a ser eleito chefe de Estado em toda a história, Lugo recebeu uma dispensa histórica do papa Bento XVI, permitindo-lhe exercer a presidência do Paraguai, a partir de 15 de agosto de 2008. "O Vaticano já concedeu o estado laico a muitos padres, mas esta é historicamente a primeira vez que ele o faz para com um membro da hierarquia eclesiástica", afirmou o Núncio, que não excluiu a reintegração futura de Fernando Lugo à hierarquia da Igreja, no término do seu mandato. Fernando Lugo agradeceu ao Papa pela decisão sem precedente na Igreja Católica e declarou que Bento XVI havia dado uma demonstração "de grande amor pelo Paraguai", onde a maioria da população é católica.
A vitória do "bispo dos pobres" deveu-se em grande parte às suas ações em defesa dos camponeses sem-terra, particularmente através do  movimento popular Tekojoja  ("vida ou modo de vida igual" ou "viver em igualdade", em guarani, língua oficial do Paraguai, ao lado do espanhol).

## Denúncias de conspiração e ameaças de morte
Lugo suspendeu muitas visitas e reuniões eleitorais por ter sofrido ameaças, segundo afirmou. Ele temia por sua vida e, lembrando o assassinato de Luis María Argaña, declarou que "crime político no Paraguai nunca foi ausente. O último foi em 1999, com a morte do vice".
Por sua vez, um condenado por sequestro, Carmen Villalba, a quem o governo acusa de ligações com as Farc, disse existir um grupo guerrilheiro, o EPP (Exército do Povo Paraguaio), atuante nas proximidades da Tríplice Fronteira, que simpatizaria com Lugo. Por sua vez, Lugo afirmou que tais declarações seriam parte de um plano para desacreditá-lo.
O senador do PLRA, Juan Carlos Ramirez Montalbetti, denunciara, dias antes, no plenário do senado, a existência de uma conspiração armada por militares colorados para vincular com Lugo guerrilha, com base em provas falsas. Já Iramain Aníbal Carrillo, líder do Movimento Popular Tekojoja, afirmava que estava em curso uma guerra suja contra a Lugo e seus apoiadores.

## Polêmica da paternidade

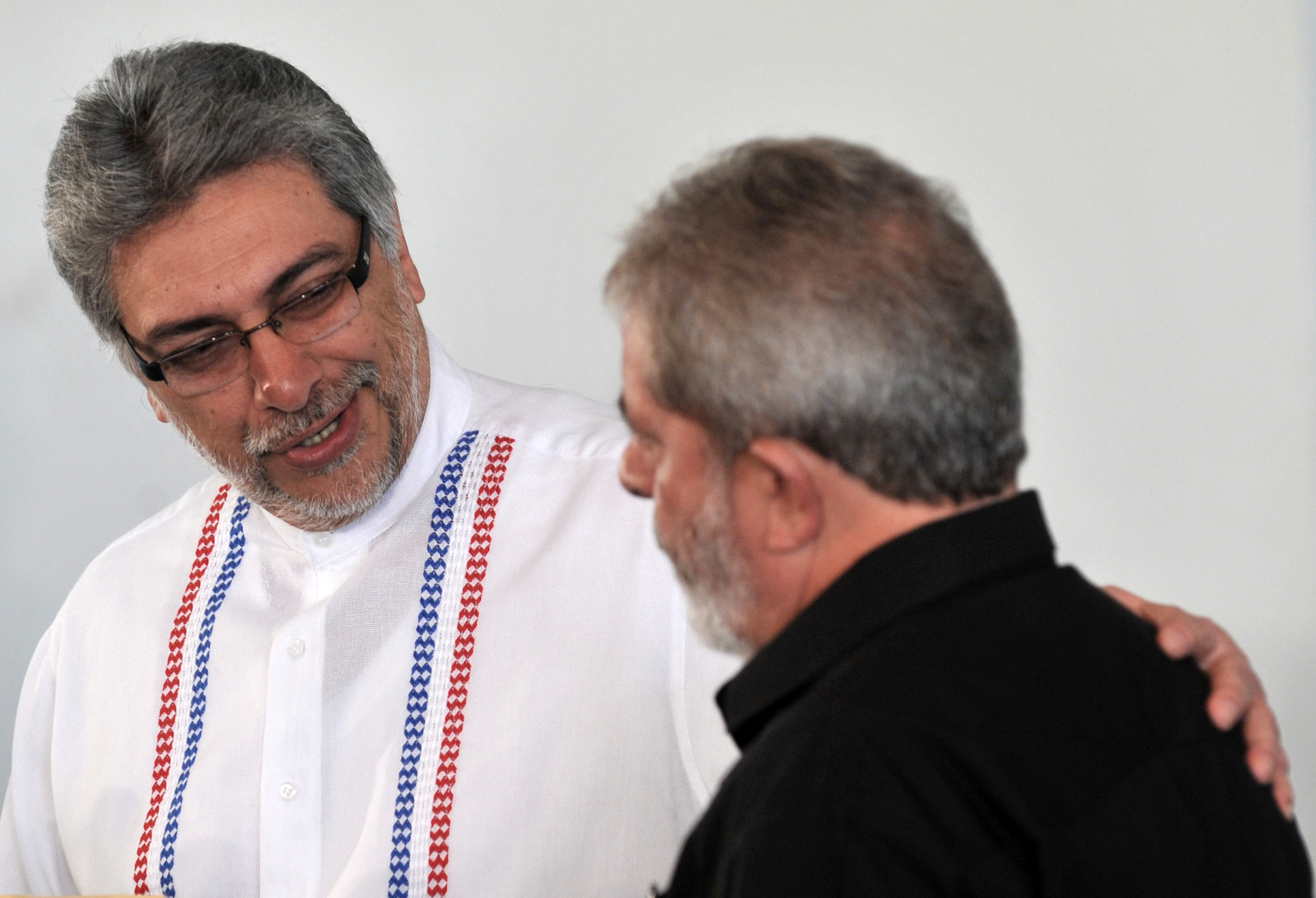
Encontro entre Lugo e o presidente do Brasil Lula, 13 de agosto de 2009

Em 1º de abril de 2009 surgiram relatos sobre um possível filho não reconhecido de Fernando Lugo. Viviana Rosalith Carrillo Cañete (*1983), então com 26 anos, afirmou ter tido um filho com Fernando Lugo, quando este ainda era um sacerdote. Mais tarde, Viviana negou ser a autora da denúncia, mas advogados apresentaram à imprensa documentos assinados por ela, que foram posteriormente analisados para atestar a autoria. Lugo cooperou com as investigações e disse não ter qualquer objeção quanto a fazer um teste de DNA. Disse também que a denúncia  era parte de uma campanha contra ele  e que processaria, por difamação, os advogados que haviam apresentado a queixa. Em 13 de abril de 2009 - cinco dias depois que os advogados de Carrillo anunciaram que estariam movendo uma ação de reconhecimento de paternidade -, o presidente admitiu ser o pai da criança, concebida quando ele ainda era bispo. Lugo renunciou  ao cargo de bispo da diocese de San Pedro em 2004. Em dezembro de 2006, ele renunciou também da condição de bispo para concorrer à Presidência. Segundo os advogados de Carrrillo, a criança, que se chama Guillermo Armindo,  nasceu em 4 de maio de 2007. O Papa Bento XVI só liberou Lugo do seu voto de castidade em 31 de julho de 2008. Mais tarde Viviana Rosalith Carrillo Cañete admitiu que, quando a relação amorosa do casal começou, ela estava com 23 anos. Posteriormente, houve três outros casos semelhantes. Benigna Leguizamón, Damiana Hortensia Morán  e Narcisa de Zárate. Em junho de 2012, Fernando Lugo declarou que "todos são bem-vindos", referindo-se aos seus possíveis filhos.
Embora tivesse um grande apoio popular no início do seu governo, a partir do momento que  Fernando Lugo admitiu o relacionamento com Carrillo, as opiniões da população paraguaia se dividiram diante das revelações  - alguns apoiando as suas decisões, enquanto outros criticavam duramente o presidente por ocultar fatos do seu passado.

## Doença
Em 6 de agosto de 2010, em conferência de imprensa, uma médica oficial do governo de Lugo declarou ter sido detectado um câncer no presidente. Declarou que a doença é potencialmente curável e não afetaria suas atividades. O linfoma foi descoberto depois da análise de  um nódulo na virilha, que foi retirado cirurgicamente em 4 de agosto.
No dia 1 de dezembro de 2010, Fernando Lugo retorna para casa após ter sido internado em um hospital em São Paulo, Brasil. Depois de ser submetido à sua sexta e última quimioterapia, um cateter foi retirado. O PET-scan foi satisfatório e não foi detetado qualquer tipo de tumor linfático. O relatório médico fala um sucesso total, até mesmo de uma cura.

## Impeachment
No dia 22 de junho de 2012, o presidente foi destituído do cargo pelo Senado, por 39 votos a 4, depois de um rápido julgamento político em que foi  considerado culpado por 'mau desempenho', sendo substituído pelo vice-presidente Federico Franco. O processo de impeachment durou menos de 36 horas. Embora tenha acatado o veredito, Lugo declarou que considerava o  impeachment como um golpe. O vice-presidente Federico Franco assumiu o cargo da presidência do país no mesmo dia da consumação do impeachment.

## Após a presidência
Quando foi participar da Rio + 20, no Brasil, Fernando Lugo foi destituído. Três dias depois, instaurou-se no Paraguai,  um governo paralelo batizado por ele como 'Gabinete de Restauração da Democracia', com sede em Lambaré, nos arredores de Assunção, capital paraguaia na sua própria casa. Integram o governo paralelo ex-ministros, ex-colaboradores e alguns parlamentares. Paralelamente, senadores e deputados aliados do ex-presidente trabalharam em ação para reverter o atual quadro político paraguaio na tentativa de que Lugo pudesse voltar ao poder. Mas analistas políticos do país consideraram a hipótese pouco provável. Para Lugo o governo paraguaio não possui autoridade: 'Federico Franco não tem autoridade como presidente' [...] disse, recusando-se a chamar o atual chefe de Estado de presidente.
Durante as eleições gerais de 2013, sua coalizão partidária, Frente Guasú, recebeu 214.823 votos para o Senado, possibilitando que Lugo, encabeçando a lista de candidatos de sua coalizão, assuma uma cadeira a partir de 15 de agosto de 2013.